# Jean Servais
Jean Servais (Anversa, 24 settembre 1912 – Parigi, 17 febbraio 1976) è stato un attore belga.

## Biografia
Servais esordì nel cinema nel 1932 con Criminel. Due anni dopo interpretò i primi ruoli importanti nei film I miserabili (1934) di Raymond Bernard e La chanson de l'adieu (1934) di Albert Valentin e Géza von Bolváry.
Negli anni trenta e quaranta apparve fra gli altri in Una ragazza intraprendente (1935) di René Guissart, Terra di fuoco (1939) di Giorgio Ferroni e Marcel L'Herbier, La prigioniera dell'isola (1948) di Marcel Cravenne, Amanti senza amore (1948) di Gianni Franciolini, La via del rimorso (1949) di Yves Allégret.
Negli anni cinquanta spiccano alcuni dei suoi lavori più importanti, in particolare due film diretti da Jules Dassin, Rififi (1955) e Colui che deve morire (1957), L'amante di una notte (1950) di René Clément, Il piacere (1952) di Max Ophüls, Godot (1957) di Yves Allégret, La strada della violenza (1958) di Pierre Chenal e L'isola che scotta (1959) di Luis Buñuel.
Negli anni sessanta partecipò a film popolari, soprattutto in ruoli secondari, come nel kolossal bellico Il giorno più lungo (1962). Fra i film di questo periodo si possono ricordare Il delitto non paga (1962) di Gérard Oury, L'uomo di Rio (1964) di Philippe de Broca, Sciarada per quattro spie (1966) di Jacques Deray e Meglio vedova (1968) di Duccio Tessari.
È stato sposato dal 1952 fino alla morte con l'attrice Dominique Blanchar. È sepolto a Parigi nel cimitero di Passy.

## Filmografia
- Criminel, regia di Jack Forrester (1932)
- Mater dolorosa, regia di Abel Gance (1932)
- La Voix sans visage, regia di Leo Mittler (1933)
- Dernière heure, regia di Jean Bernard-Derosne (1934)
- La Chanson de l'adieu, regia di Albert Valentin e Géza von Bolváry (1934)
- Amok, regia di Fëdor Ozep (1934)
- I miserabili (Les Misérables), regia di Raymond Bernard (1934)
- Jeunesse, regia di Georges Lacombe (1934)
- Angèle, regia di Marcel Pagnol (1934)
- Bourrasque, regia di Pierre Billon (1935)
- Una ragazza intraprendente (Une fille à papa), regia di René Guissart (1935)
- Valse éternelle, regia di Max Neufeld (1936)
- Rose, regia di Raymond Rouleau (1936)
- Les Réprouvés, regia di Jacques Séverac (1936)
- Police mondaine, regia di Michel Bernheim e Christian Chamborant (1937)
- Gigolette, regia di Yvan Noé (1937)
- La Vie est magnifique, regia di Maurice Cloche (1938)
- Quartier sans soleil, regia di Dimitri Kirsanoff (1939)
- Terra di fuoco, regia di Giorgio Ferroni e Marcel L'Herbier (1939)
- L'Étrange Nuit de Noël, regia di Yvan Noé (1939)
- Ceux du ciel, regia di Yvan Noé (1941)
- Fromont jeune et Risler aîné, regia di Léon Mathot (1941)
- Patricia, regia di Paul Mesnier (1942)
- Tornavara, regia di Jean Dréville (1943)
- Finance noire, regia di Félix Gandéra (1943)
- Mahlia la métisse, regia di Walter Kapps (1943)
- La Vie de plaisir, regia di Albert Valentin (1944)
- Amanti senza amore, regia di Gianni Franciolini (1948)
- La Septième Porte, regia di André Zwoboda (1948)
- La prigioniera dell'isola (Danse de mort), regia di Marcel Cravenne (1948)
- La via del rimorso (Une si jolie petite plage), regia di Yves Allégret (1949)
- Mademoiselle de la Ferté, regia di Roger Dallier (1949)
- Le furet, regia di Raymond Leboursier (1950)
- L'amante di una notte (Le Château de verre), regia di René Clément (1950)
- Il piacere (Le Plaisir), regia di Max Ophüls (1952)
- Les Crimes de l'amour (1953)
- Mina de Vanghel, regia di Maurice Barry e Maurice Clavel (1953)
- Rue de l'Estrapade, regia di Jacques Becker (1953)
- Turbine (Tourbillon), regia di Alfred Rode (1953)
- Le Chevalier de la nuit, regia di Robert Darène (1953)
- Rififi (Du rififi chez les hommes), regia di Jules Dassin (1955)
- Gli eroi sono stanchi (Les Héros sont fatigués), regia di Yves Ciampi (1955)
- Il coltello sotto la gola (Le Couteau sous la gorge), regia di Jacques Séverac (1955)
- La castellana del Libano (La Châtelaine du Liban), regia di Richard Pottier (1956)
- Colui che deve morire (Celui qui doit mourir), regia di Jules Dassin (1957)
- La ruota (La Roue), regia di Maurice Delbez e André Haguet (1957)
- Godot (Quand la femme s'en mêle), regia di Yves Allégret (1957)
- La rivolta dell'Esperanza (Tamango), regia di John Berry (1958)
- Quella notte (Cette nuit-là...), regia di Maurice Cazeneuve (1958)
- La strada della violenza (Les Jeux dangereux), regia di Pierre Chenal (1958)
- L'isola che scotta (La fièvre monte à El Pao), regia di Luis Buñuel (1959)
- Assassinio a 45 giri (Meurtre en 45 tours), regia di Étienne Périer (1960)
- I giganti dell'oro nero (Le Sahara brûle), regia di Michel Gast (1961)
- Il mondo nella mia tasca (An einem Freitag um halb zwölf), regia di Alvin Rakoff (1961)
- La casa del peccato (Les Menteurs), regia di Edmond T. Gréville (1961)
- Il gioco della verità (Le Jeu de la vérité), regia di Robert Hossein (1961)
- I fratelli corsi, regia di Anton Giulio Majano (1961)
- Il delitto non paga (Le Crime ne paie pas), regia di Gérard Oury (1962)
- Il giorno più lungo (The Longest Day), regia di Ken Annakin, Andrew Marton e Bernhard Wicki (1962)
- Un soir... par hasard, regia di Ivan Govar (1963)
- Una spia sulla città (Rififí en la ciudad), regia di Jesús Franco (1963)
- La Cage, regia di Robert Darène (1963)
- La Soupe aux poulets, regia di Philippe Agostini (1963)
- Thomas l'imposteur, regia di Georges Franju (1964)
- L'uomo di Rio (L'Homme de Rio), regia di Philippe de Broca (1964)
- Spia S 05 missione infernale (Sursis pour un espion), regia di Jean Maley (1965)
- Né onore né gloria (Lost Command), regia di Mark Robson (1966)
- Sciarada per quattro spie (Avec la peau des autres), regia di Jacques Deray (1966)
- Qualcuno ha tradito, regia di Franco Prosperi (1967)
- Seduto alla sua destra, regia di Valerio Zurlini (1968)
- L'assassino ha le ore contate (Coplan sauve sa peau), regia di Yves Boisset (1968)
- Meglio vedova, regia di Duccio Tessari (1968)
- Radiografia di un colpo d'oro (Las Vegas, 500 millones), regia di Antonio Isasi-Isasmendi (1968)
- La favolosa storia di Pelle d'Asino (Peau d'âne), regia di Jacques Demy (1970)
- La terrificante notte del demonio (La plus longue nuit du diable), regia di Jean Brismée (1971)
- L'affaire Crazy Capo, regia di Patrick Jamain (1973)
- Le Seuil du vide, regia di Jean-François Davy (1974)
- Il protettore (Le Protecteur), regia di Roger Hanin (1974)
- Un tueur, un flic, ainsi soit-il..., regia di Jean-Louis van Belle (1977)

## Doppiatori italiani
Nelle versioni in italiano dei suoi film Jean Servais è stato doppiato da:
- Bruno Persa in Rififi, Qualcuno ha tradito, Seduto alla sua destra
- Emilio Cigoli in Amanti senza amore, L'uomo di Rio
- Giorgio Capecchi in Il mondo nella mia tasca, I fratelli corsi
- Amilcare Pettinelli in Il giorno più lungo
- Francesco Mulè in Meglio vedova

Da doppiatore è sostituito da:
- Pino Locchi in La favolosa storia di Pelle d'Asino